# Sophitia
Sophitia Alexandra (ソフィーティア・アレクサンドル, Sofītia Arekusandoru) ou simplement Sophitia, est un personnage de la série de Namco, Soul. Sophitia apparaît la première fois dans Soul Edge (intitulé Soul Blade en Amérique du Nord et en Europe) sorti en 1995 sur borne d'arcade et en 1996 sur PlayStation,,.
Sophitia apparaît dans tous les épisodes principaux de la série, excepté dans SoulCalibur V, où elle est remplacée par sa fille Pyrrha, reprenant ainsi ses coups,. Sophitia revient dans SoulCalibur VI, marquant un retour aux sources,. Sophitia apparaît également dans Warriors Orochi 3 Ultimate en tant que personnage jouable,.

## Histoire
Un jour en pleine forêt, le Dieu des forgerons et du feu Héphaïstos apparaît et raconte qu'il existe une épée maléfique sous le nom de « Soul Edge », qu'il n'en est pas le créateur et que cette épée pourrait causer beaucoup de mal à la planète si quelqu'un venait à mettre la main dessus. Héphaïstos ordonne à Sophitia de se rendre au sanctuaire d'Eurydice pour recevoir une arme sacrée baptisée « Épée Omega », avec laquelle elle pourra détruire la Soul Edge. Sophitia fait donc partie des vingt-quatre guerriers choisis par Héphaïstos pour anéantir cette lame maléfique,.
Sophitia parvient à trouver la Soul Edge dans un port de Valence en Espagne, où elle y combat son possesseur, le pirate Cervantes de Leon, en détruisant l'une des lames jumelles. Cependant, des fragments de l'épée finissent par la blesser et la jeune guerrière est à la merci de Cervantes. S'apprêtant à lui donner le coup de grâce, une chasseresse de démon nommée Taki vient en aide à Sophitia pour la sauver. Une fois le combat terminé, Taki extrait les fragments d'épée qui ont blessé Sophitia, mais ne parvient pas à extraire celui qui est planté près de son cœur, n'ayant d'autre choix que de laisser ce fragment pour éviter que ça lui soit fatal. Elle ramène ensuite Sophitia à Athènes, où sa sœur Cassandra l'attend.
Sophitia récupère de ses blessures et retrouve une vie normale. Cependant, un jour, en présence de Cassandra, Sophitia a une vision de Nightmare et du vrai Soul Edge. Elle s'effondre et se fait sauver par un forgeron local nommé Rothion, où une nouvelle relation amoureuse entre les deux personnages naît. Plus tard, elle reçoit un second oracle d'Héphaïstos pour détruire les restes de la Soul Edge. Héphaïstos lui fournit du métal sacré, que Rothion utilise pour forger une nouvelle épée Omega et un bouclier Elk, elle entreprend alors un deuxième voyage pour détruire à nouveau l'épée maudite. Sophitia ne parviendra pas à se retrouver la Soul Edge, c'est une jeune guerrière chinoise du nom de Xianghua, qui parvient à détruire la lame. Sophitia rentre chez elle où elle épouse Rothion, et donnera naissance à une fille, Pyrrha, et plus tard à un fils, Patroklos.
Quatre ans plus tard, Rothion reçoit un fragment de la Soul Edge d'un client mystérieux, ses enfants commencent à se disputer le fragment. L'aura maléfique que le fragment émane provoque une douleur des vieilles blessures de Sophitia. Sa sœur Cassandra s'empare alors du fragment et part pour l'éloigner des enfants. Après s'être reposée, Sophitia part à nouveau à la chasse des restes de la lame pour tenter de les détruire, elle se rend alors dans la région d'Ostrheinsburg, le dernier endroit occupé par l'hôte de l'épée. C'est là qu'elle rencontre Tira, qui est au service de l'épée démoniaque, lui révèle que la Soul Edge ne se trouve plus dans la région et menace Sophitia de lui enlever ses enfants. En retournant à Ostrheinsburg, Sophitia découvre que Tira avait enlevé sa fille Pyrrha, qui est sous l'emprise de la Soul Edge, et que par conséquent, elle ne pourrait pas survivre si la Soul Edge venait à être détruite. Dans la panique, Sophitia décide alors de protéger la Soul Edge pour que sa fille reste en vie, jusqu'à s'attaquer à sa propre sœur Cassandra.
Dans la conclusion de SoulCalibur IV, la Soul Edge est définitivement détruite par Siegfried malgré l'insistance de Sophitia pour la protéger. Pyrrha ne pouvant pas vivre sans l'influence de Soul Edge, Sophitia décide de se sacrifier en ôtant le fragment restant près de son cœur. On apprend dans SoulCalibur V que Tira a assassiné Sophitia pour récupérer sa fille Pyrrha, afin qu'elle serve d'hôte pour Soul Edge. Malade, Rothion révèle la vérité à son fils Patroklos, qui jure de retrouver sa sœur et venger la mort de sa mère.

## Apparitions
- 1995 - Soul Edge
- 1998 - SoulCalibur
- 2002 - SoulCalibur II
- 2005 - SoulCalibur III (en tant que personnage secret)
- 2007 - SoulCalibur Legends
- 2008 - SoulCalibur IV
- 2009 - SoulCalibur: Broken Destiny
- 2014 - Warriors Orochi 3 Ultimate
- 2018 - SoulCalibur VI